# Нуджуд Али
Нуджуд Али (род. 1998 год) — йеменская девочка, которая в 2008 году стала «Женщиной года — 2008» вместе со своим адвокатом Шаде Насер.

## Биография
В 9 лет Нуджуд отдали замуж за человека втрое старше её. По условиям брачного контракта муж должен был относиться к девочке как к дочери, заботясь о ней до совершеннолетия. Однако школьницу отдали мужу через неделю после заключения брачного договора (как объяснили её родители, семья очень бедна и они боялись, что дочь могут выкрасть, как случилось уже с другой их дочерью). Муж постоянно избивал и насиловал девочку.

## Побег и суд
Через два месяца «брака» девочке удалось сбежать и прийти в суд. В Йемене нет ограничений по возрасту на брак, поэтому семью девочки обязали возместить «моральный ущерб» мужу в виде денежной компенсации, эквивалентной 200 долларам США. Эту сумму из собственных средств выплатила адвокат девочки.